# フョードル・アルトゥーロヴィチ・ケールレル
フョードル・アルトゥーロヴィチ・ケールレル（ロシア語:Ѳёдоръ Арту́ровичъ Ке́ллеръフョーダル・アルトゥーラヴィチュ・キェールリェル、1857年10月12日 - 1918年12月8日）は、ロシア帝国の伯爵、軍司令官、騎兵大将、ウクライナ国軍の総司令官である。「ロシア一のシャーシュカ」（«Первая шашка России»）の異名を取った。日露戦争の英雄、F・E・ケールレル伯爵の甥に当たる。

## 生涯

### 青年時代
ニコライ騎兵学校予備中学校を卒業後、1877年に両親に無断でモスクワ第1近衛竜騎兵陛下連隊へ二級志願兵として入隊した。同年8月30日より、露土戦争の前線へ出征した。戦闘における優れた勇敢さで二度、兵士ゲオルギー十字を受賞した。
1878年には、トヴェーリ騎兵士官学校での士官試験に合格した。同年3月31日には、少尉補に昇進した。

### 軍務
1880年、ケールレルは騎兵少尉としてクリャスチーツィ第6驃騎兵連隊に入隊した。そこで、彼は7年以上にわたって騎兵中隊の指揮官を務め、騎兵大尉まで昇進した。その後、クリミア大隊の指揮官を務めた。この部隊はタヴリーダ県のムスリムの召集兵からなっており、皇帝がリヴァージヤ宮殿を訪れる際の名誉警護を司る部隊であった。
1888年から1889年にかけて、「最優秀」の成績で士官騎兵学校を卒業し、その後、ルブヌィー第24竜騎兵連隊、ヴォズネセーンスク第24竜騎兵連隊、ハーリコフ第11竜騎兵連隊に勤務した。「勤務での最優秀に対して」1894年には中佐の称号が与えられ、1901年には大佐となった。1904年には、大ニコライ・ニコラーエヴィチ大公皇帝陛下アレクサンドラ第5驃騎兵連隊の指揮官に任官した。1906年11月6日からは、竜騎兵親衛連隊を指揮した。
部下である近衛兵はケールレルの持ち前の勇敢さの真価を評価してはいたが、彼は苛酷であるとみなしたため、両者のあいだの関係は形成されなかった。
1905年、ポーランド王国における反乱鎮圧の時期、ケールレルはカーリシュ総督の任に就いた。そして、テロリストによって彼目掛けて投げつけられた爆弾の爆発によって怪我と打撲を負った。ただ自身の体力によって死を免れた。
1907年には侍従武官に昇任し、少将として皇帝陛下の従者になった。1910年6月14日には、カフカース騎兵師団第1旅団の指揮官に就任した。1912年2月25日には、第10騎兵師団長に就任した。
1913年5月31日には、中将に昇格した。
| 「                        | 彼の外見はこうであった。背は高く、細身で、昔ながらの騎兵の整ったスタイルをしていた。ふたつのゲオルギー十字が、詰襟服へ優美に縫い付けられていた。善良そうな表情が、美しく、力に満ちた顔に浮かんでいた。表情豊かな、その内面にまで入り込むような両眼をしていた。第3騎馬軍団における我々の軍役のあいだ、私は伯爵をよく研究したが、まったく彼を溺愛していた私の部下と同じくすっかり彼に心酔してしまった。 ケールレル伯は、非常によく部下の面倒を見ていた。彼は、常に皆がよく食べさせられているかということ、また、戦局が厳しかったにも拘らず、負傷者の看護についてもそれが模範的に行われるよう特別の注意を向けていた。戦場から運び出された負傷者に会うと、その度によく話を聞き、安心させ、かわいがった。年少者とも等しく接し、上官に対しては礼儀正しく、そして思い遣り深く接した。上級指揮官たちには、やや冷淡であった。 疲れを知らぬ騎兵は100 ヴェルスタを一昼夜で進み、鞍から降りるのはただ疲れ果てた馬を交換するためにだけであった。彼は皆の模範となった。困難なときにあって、自ら連隊を率いて攻撃を仕掛け、二度も負傷した。狼の毛皮帽を被りオレンブルク・コサック軍の将校上衣を着た彼が、勇ましい乗馬姿でめかし込んで連隊の前に現れると、彼を崇拝し、その最初の言葉を待っていた人々の心臓が震えたように感じられた。彼らは、ひとつ手が指図すればどこでへでも飛んでいったし、勇敢さと自己犠牲の驚異を見せた。 | 」 |
| —A・G・シュクーロ（より） | |    |

### 世界大戦
第一次世界大戦へは、N・V・ルースキイ将軍麾下の第3軍第10騎兵師団長として前線に赴いた。1914年8月8日には、ヤロスラーヴィツェの騎兵戦にてオーストリア＝ハンガリー帝国の第4軍を撃破した。ガリツィアの戦いでは追撃戦を展開し、8月31日には、ヤーヴォロフの戦いにて捕虜500と火砲6 門を捕獲した。1915年3月17日にはルホティン、ポリャーンカ、シロウツィー、マルィンツィー各地区において騎馬と歩兵による攻撃を行い、ホティーンへ侵入した第42ハンガリー歩兵師団と第5ハンガリー騎兵師団驃騎兵旅団を撃破、一部部隊を殲滅し、33 名の士官と2100 名の兵士、40 台の野戦炊事場車、8 台の電信荷物を捕獲した。軍事的優秀さに対し、聖ゲオルギー四等・三等勲章が授与された。
1915年4月3日からは、第10騎兵師団、第1ドン・コサック師団、第1テーレツ・コサック師団からなる第3騎馬軍団の指揮を執った。1915年4月末のロシア軍の攻勢では、4月26日から28日にかけての越ドニエストル会戦で目立った活躍をした。4月27日には、バラムチーウカとルジャヴィンツィーにおいて90のコサック騎兵中隊と騎兵中隊を率いた騎馬攻撃を仕掛け、ドニエストル川岸のグリメシュティにて鉄線で防御した三重の塹壕に立て篭もっていた敵を背後から襲ってオーストリア軍部隊を撃破、オヌト小川右岸の高地を占領してその名を高めた。この戦いで、23 名の士官、2000 名の兵士、6 門の火砲、34 個の弾薬箱を捕獲した。1916年にブコヴィーナにて実施された南西戦線の総攻撃では、ケールレル軍団はP・A・レチーツキイ将軍麾下の第9軍に所属した。6月初め、ケールレル軍団はM・N・プロームトフ将軍の軍団とともに、後退するオーストリア＝ハンガリー帝国第7軍南群の追撃任務を命ぜられた。6月10日にはクィンポルンクを占領し、60 名の士官と3500 名の兵士、11 挺の機関銃を捕獲した。
1917年1月15日には、歩兵大将に昇格した。
ニコライ2世の退位のあと、信念からの君主制論者であったケールレルは、軍団の名において皇帝へ次のような電信を打った。「第3騎馬軍団は、あなた、陛下が自由意志から帝位を退いたとは信じません。ツァーリ、お命じ下さい、馳せ参じてあなたをお守りせよと。」ケールレルは帝国軍で皇帝へ忠誠を誓った最後の2 人の将軍のひとりであった。彼は、自分の軍団が臨時政府への忠誠を誓うことを拒否し、1917年4月5日、このことと「君主主義のための」表現を理由に軍を免職された。ケールレルは、軍団をA・M・クルィーモフ将軍に明け渡してハーリコフへ去った。
| 「                        | 人々が自分の福利やぼろ儲け、あるいは自分の安全のために自分の信念を変える準備をするのを見るたび、私は常々嫌悪と当然の軽蔑を感じていた。このような連中が大多数を占めていたのである。 | 」 |
| —F・A・ケールレル（より） | |    |

### 最後の日々
1918年夏、ハーリコフにてV・I・カザノーヴィチ将軍が虚しくドンの義勇軍のもとへ去っていった。ケールレルはデニーキンへの返答に、次のように述べた。「あなたの義勇兵ひとりひとりが、散り散りになった人々を集め団結させることのできるのはただ確かな地位、あるいは個人であると感じている。あなたもその人物について、そのあるいはただ生来の、合法的な君主について、敢えて言わないわけでもなかろう。公表し給え、あなたは合法的な君主のために進むと、そうすればあなたのあとにはロシアに残された動揺することのないすべての最良のもの、そして堅牢なる権力が恋しくてやつれた全臣民がついていくことだろう。」
一方、同じ頃ウクライナ国の首都キエフに集まった君主主義者たちは、ドイツ帝国軍の援助で設立された南軍司令官となったケールレルを見たいと欲していた。ケールレルは、これもまた拒否した。「ここでは、知識階級の一部は連合国の進路決定に縋り付いている。残る大部分は、ドイツの進路決定への信奉者だ。しかし、そのどちらも自分たちのロシアの進路決定を忘れている。」
11月初旬、ケールレルはウクライナ国ヘーチマン、P・P・スコロパードシクィイから軍の指揮を委ねたいという招聘を受けた。ケールレルはプスコーフ地区がドイツ＝オーストリア軍に占領されたことを考慮に入れ、キエフに留まる決意をした。そして、11月5日にはシビリアン・コントロール下にあるウクライナ国軍の総司令官に就任した。ところが、11月13日には彼は解任されて新しい総司令官となった公爵A・N・ドルゴルーコフ将軍の補佐官に任命された。
11月末、キエフには「合法的なツァーリとロシア国家」への忠誠を誓った北軍を代表するプスコーフの君主主義者が到着した。各連隊には古い規律と以前の制服が導入された。制服には、新たに左腕に白十字の腕章が縫い付けられていた。ケールレルには、ヴィテプスク県とポルタヴァ県で軍を編成することが提案された。チーホン総主教はケールレルを祝福し、彼に渡すようネーストル主教に聖餅と神の母の権柄のイコンを託した。ケールレルは提案を受け入れ「二ヵ月後には皇帝旗を神聖なるクレムリンの上に掲げましょう」と約束した。キエフで新司令官の下で、F・N・ベーザク伯を頭とする君主制防衛会議が組織された。
しかしながら、ケールレルのプスコーフ行きは失敗した。キエフにペトリューラ派の蜂起兵が接近したからである。ケールレルは町の防衛指揮を引き受けたが、反攻は不可能であると考え、部隊を解散させた。ドイツ軍部は彼に制服と武器を脱いでドイツへ逃れるよう申し出たが、ケールレルは自分の肩章や皇帝から授与されたシャーシュカに別れを告げるのを惜しんだ。彼は二人の副官とともにムィハイール修道院にまったく公然と移住した。ペトリューラ派蜂起兵が捜査のため修道院に現れたとき、修道士は説得したが彼は自ら進んで副官を通じて自分の所在を明かした。警邏隊は三人を逮捕した。

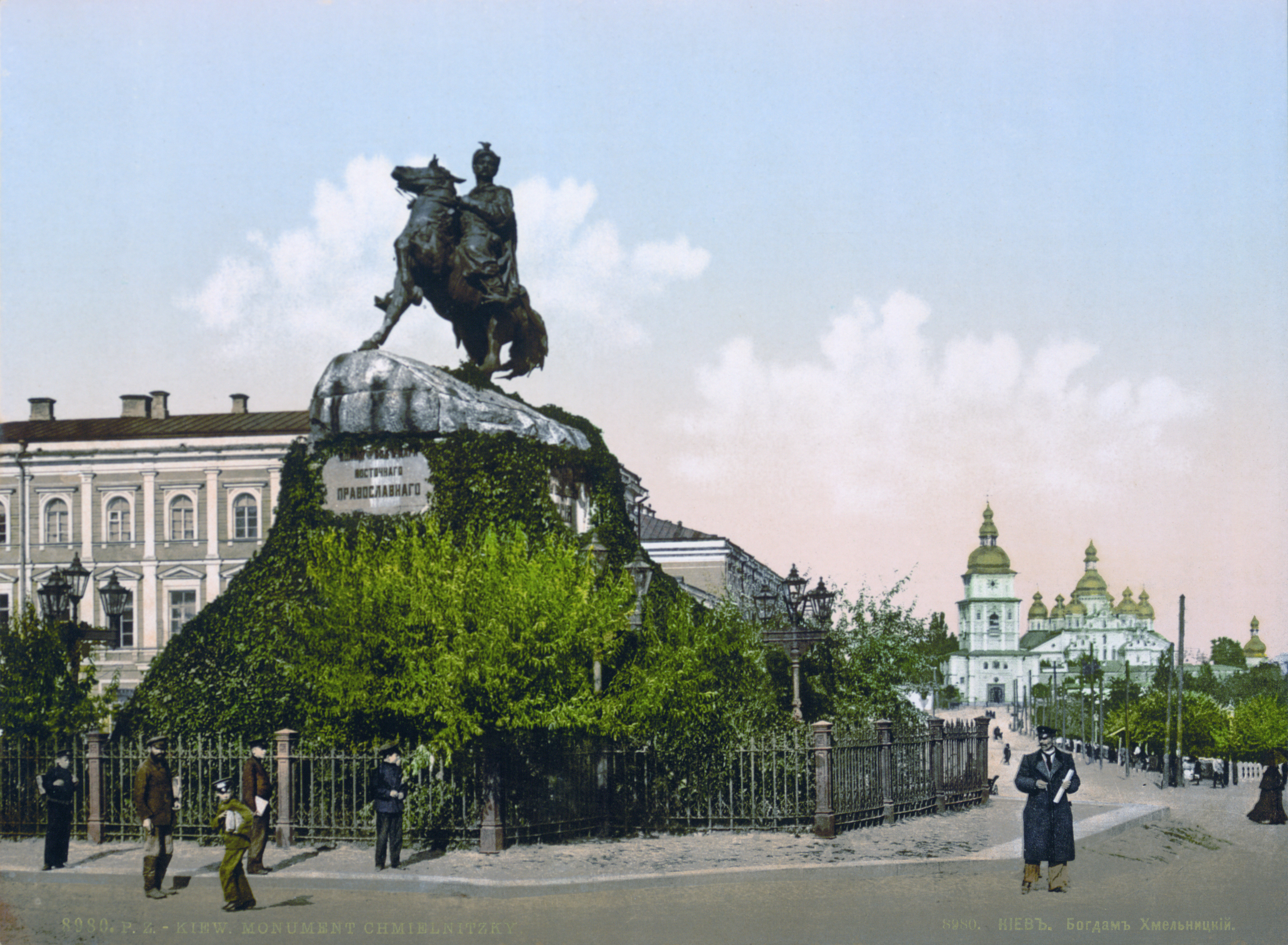
キエフのボフダン・フメリニツキー像。背後に見えるのが聖ソフィヤ大聖堂。

1918年12月8日深夜、ケールレルとその同行者をルクヤーニウカ刑務所に送るという指令が出された。彼らはソフィヤ大聖堂の壁沿いに連行されたが、ボフダン・フメリニツキー像の近くで最寄の辻公園から一斉射撃を受けた。射撃は警邏隊によって続けられ、負傷者に対する止めの射撃が行われ、銃剣が背中を突いた。
フョードル・アルトゥーロヴィチ・ケールレルの遺体は、キエフの生神女庇護修道院へ埋葬された。
| 「                                             | 12月14日、キエフは陥落した…。人狩りが始まり、再び流血が始まった…。道では将校たちを追う本当の狩が行われていた。彼らは情け容赦なく射殺され、舗装道路に横たわった…。将軍テオドール＜フョードル・アルトゥーロヴィチ＞ケールレル伯と二人の副官、パンテレーエフ大佐とイヴァノーフ大佐は、ある監獄から別の監獄に移動する際、残虐に殺害された…。 | 」 |
| —Ye・M・カンタクジーン公爵夫人の回想録（より） | |    |

## 表彰
- 聖ゲオルギー3等勲章、1915年5月11日

1915年3月17日、彼の部隊の主導によって行われた、ホチーン市への侵攻を図る第42ハンガリー歩兵師団と第5ハンガリー騎兵師団驃騎兵旅団に対するルホチン、ポリャーンカ、シロフツィー、マリンツィー各村における騎馬・歩兵による攻撃でそれらを撃破、部分的に殲滅し、33 名の士官、2100 名の兵士、40 台の野戦炊事場車、8 台の電信荷物を捕獲した。4月27日には、ドニエストル川岸のグレメシュチにて鉄線で防御した三重の塹壕に立て篭もっていた敵を背後から襲ってオーストリア軍部隊を撃破、オヌト小川右岸の高地とバラムートフカとルジャヴィンツィー、グレメシュチを占領、23 名の士官、2000 名の兵士、6 門の火砲、34 個の弾薬箱を捕獲した。
- 聖ゲオルギー4等勲章、1914年11月

敵に対する行動での功績に対して。

## ケールレル十字
1918年末、ヘーチマン政権の転覆後、P・R・ベールモント＝アヴァーロフ大佐はドイツ軍とともにキエフを脱出した。ロシアの将校らはザルツブルクの宿営に抑留された。そこで、彼らのあいだに沿バルト地方にてドイツとの同盟義勇軍を編成しようという考えが生じた。そのシンボルである「忍耐と戦闘に倦むことを知らない」白のマルタ十字は、この十字を（小姓軍団の最上級生として）身に着けていたF・A・ケールレルの追憶として、「ケールレル十字」と呼ばれた。後年、十字の色は黒に変えられた。
沿バルト地方でベールモント＝アヴァーロフ公爵の下で編成された西義勇軍では、第1義勇ケールレル伯記念軍団など、ケールレル伯の名をつけた部隊がいくつも編成された。

## 家族
- 妻 - マリーヤ・アレクサーンドロヴナ・ムルージ公妃

## 関連事項
- M・A・ブルガーコフの長編小説『白衛軍』に登場する「カルトゥーゾフ将軍」はケールレルがモデルと考えられる。ペトリューラ軍の接近時に、「まち」（キエフ）にて「ベロルーコフ公爵」（ドルゴルーコフ公爵がモデル）とともに防衛部隊を編成していた。また、隊員の犬死を防ぐため防衛部隊を解散させた「マルィシェフ大佐」や、物語の主要な登場人物である「ナイ-トゥルス大佐」にも、ケールレルをモデルとした形跡が見られる。